# 阿尔达河畔菲奥伦佐拉
阿尔达河畔菲奥伦佐拉（發音：[fjorenˈtswɔːla ˈdarda]），是意大利皮亚琴察省的一个市镇。总面积59.74平方公里，人口14970人，人口密度250.6人/平方公里（2009年）。ISTAT代码为033021。